# Aach
Aach német város Baden-Württemberg szövetségi tartomány déli részén Konstanz körzetében. A város nevezetessége, hogy itt található Németország legnagyobb forrása, az Aachquelle vagy más néven Aachtopf.

## Földrajza

### Fekvése
Aach Hegau határában fekszik vulkánikus eredetű tájon a Boden-tó és a svájci Schaffhausen kanton között. Északról a Duna felső folyásával a Schwäbische Alb határolja. Néhány kilométerrel keletebbre az Überlinger See és a Zeller See találhatóak. A svájci határ délkeleti irányban kb. 14 km-re van a várostól.

### Szomszédos települések
A város északról Eigeltingennel, keletről Orsingen-Nenzingennel, délről Volkertshausennel és nyugatról Mühlhausen-Ehingennel és Engen városával határos.

## Története
Aach első okleveles említése 1100-ból származik. 1150-ből az Oppidum Ach in Hegovia név ismert. Várossá 1283-ban I. Rudolf király nyilvánította. Aach az ezt követő évszázadokban az osztrák tartományokhoz tartozott.
1499-ben a sváb-svájci háborúban itt zajlott a sváb szövetség és svájc között a régió uralmáért a harc. Mindössze 26 évvel később, 1525-ben Aach a német parasztháborúban is részt vett: a hegaui nemesség a fellázadt parasztok elől a városba menekült, ahol a felkelők elfogták őket. Mindazonáltal a felkelést már ugyanazon év szeptemberében leverték.
A napóleoni háborúk során, a második koalíciós háború alatt itt zajlott le 1799. március 25-én az első, majd 1800. május 3-án a második stockachi csata az osztrákok és franciák között. Miután Ausztria elveszítette az 1805-ös harmadik koalíciós háborút is, Aach először a Württembergi Királysághoz, majd a következő évben a Badeni Nagyhercegséghez került. A Badeni Nagyhercegségen belül sokáig Stockach körzetéhez tartozott, majd az 1973-as körzetreform után került Konstanz körzetéhez.

### Demográfiai adatok
- 1961: 1274 fő
- 2006: 2181 fő

## Politika
A város adminisztrációs szempontból Engen városához tartozik.

### Önkormányzat
A 2009. június 7-ei választás a következő eredménnyel zárult:
- FWG 42,3% (+3,6) – 5 képviselői hely (+1)
- SPD 24,5% (-4,0) – 2 képviselői hely (-1)
- CDU 23,9% (-9,0) – 2 képviselői hely (-1)
- FDP  9,3% (+9,3) – 1 képviselői hely (+1)

### Címer és zászló
Címerében vörös mezőben arany oroszlán található, karmai között három hatágú ezüst csillaggal.
Aach város színei a fehér és a vörös.

## Gazdaság és infrastruktúra

### Közlekedés
A legközelebbi vasútállomás 5 km-re található Mühlhausen-Ehingenben. Csatlakozás gyorsvonathoz legközelebb a 12 km-re fekvő Singenben van. Aach nincs messze a hegaui autópálya-csomóponttól sem, így az A 81-es és A 98-as autópályák és a kétsávos B 33-as út minden irányban megfelelő összeköttetést biztosít a városnak. A város maga a B 31-es (Freiburg im Breisgau–Friedrichshafen) út mentén fekszik.

### Oktatási intézmények
Aachban egy általános és egy középfokú iskola, illetve egy óvoda van.

## Látnivalók

### Épített örökség
A város szélén fekszik az Öreg torony romja, ami egy 11. századi vár maradványa.

### Természeti látnivalók
Aach környékén található az Aachtopf forrás, ami Németország legnagyobb forrása és ami a Bodeni-tavat tápláló Radolfzeller Aach forrása.
A forrás tavát a Duna vize táplálja, aminek a vize a forrástól északra légvonalban hozzávetőleg 12 km-re  Immendingen és Fridingen között szivárog be a talajba és a forrásnál átlagosan 8300 l/mp (minimum 1300 l/mp, maximum 24 100 l/mp) vízhozammal tör újra elő.